# ستار كرافت
ستاركرافت (بالإنجليزية: StarCraft)‏ هي لعبة استراتيجية في الوقت الحقيقي صُنِّعَت من قبل شركة بليزارد إنترتينمنت Blizzard Entertainment. كانت النسخة الأولى من اللعبة تعمل فقط على نظام مايكروسوفت ويندوز سنة 1998، ولكن سرعان ما أُنْتِجت نسخة لنظام ماك أو أس Mac OS سنة ١٩٩٩ ونسخة للنينتندو 64 في سنة ٢٠٠٠.
تتحدث اللعبة عن حرب تدور بين ثلاث شعوب تستوطن المجرة: التيران (Terrans), وهم من أبناء البشر, الزرغ (Zerg), حيوانات يقودهم العقل الأعلى The Overmind, والبروتوس (Protoss), بأجسامهم التي تشبه البشر إلى حد معين وقواهم العقلية الفوق طبيعية (psionic powers).
كانت لعبة ستاركرافت هي اللعبة ذات أفضل مبيعات سنة 1998  وربحت جائزة Origins Award لأفضل لعبة إستراتيجية محوسبة لتلك السنة. بيعت 9 ملايين نسخة من ستاركرافت ونسخة موسعة منها التي أُصْدر لاحقاً ستاركرافت:حرب الذرية(StarCraft:BroodWar) حتى الآن, ما يجعلها ثاني أكثر الألعاب مبيعًا في تاريخ الحاسوب(بعد لعبة ذا سيمز (سلسلة)). اللعبة مشهورة جدًا في كوريا الجنوبية حيث يتنافس المحترفون، يُمنحون جوائز وتُعرض المباريات على التلفاز.
أُصْدِرت نسخة جديدة للعبة ستار كرافت 2 في 27 يوليو 2010.

## روابط خارجية
- ستار كرافت على موقع IMDb (الإنجليزية)
- ستار كرافت على موقع كينوبويسك (الروسية)